# مارفن ر. باكستر
مارفن ر. باكستر (بالإنجليزية: Marvin R. Baxter) هو قاضي أمريكي، ولد في 9 يناير 1940 في فاولير في الولايات المتحدة.

## وصلات خارجية
- مارفن ر. باكستر على موقع إن إن دي بي (الإنجليزية)